# Municipio de Westfield (condado de Plymouth)
El municipio de Westfield (en inglés: Westfield Township) es un municipio ubicado en el condado de Plymouth en el estado estadounidense de Iowa. En el año 2010 tenía una población de 406 habitantes y una densidad poblacional de 3,65 personas por km².

## Geografía
El municipio de Westfield se encuentra ubicado en las coordenadas 42°46′18″N 96°32′14″O / 42.77167, -96.53722. Según la Oficina del Censo de los Estados Unidos, el municipio tiene una superficie total de 111.32 km², de la cual 111,24 km² corresponden a tierra firme y (0,07 %) 0,08 km² es agua.

## Demografía
Según el censo de 2010, había 406 personas residiendo en el municipio de Westfield. La densidad de población era de 3,65 hab./km². De los 406 habitantes, el municipio de Westfield estaba compuesto por el 95,32 % blancos, el 1,48 % eran amerindios, el 1,23 % eran de otras razas y el 1,97 % eran de una mezcla de razas. Del total de la población el 1,97 % eran hispanos o latinos de cualquier raza.